# Villa Frerichs

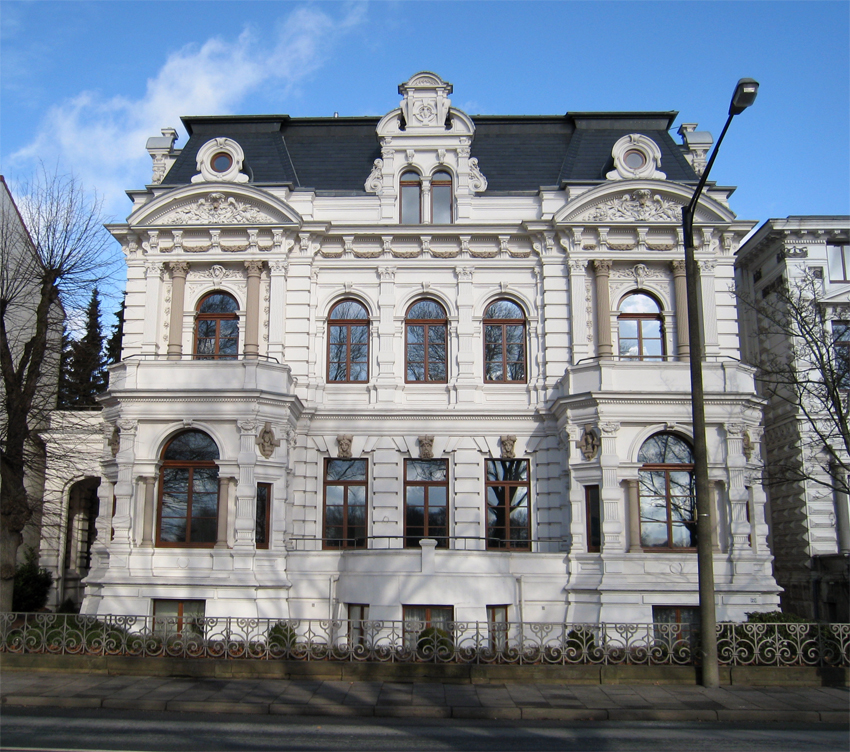
Villa Frerichs

Die Villa Frerichs befindet sich in Bremen - Mitte, Osterdeich Nr. 25/27 am Punkendeich und stammt von 1884. 
Das Gebäude wurde 1973 als Bremer Kulturdenkmal unter Denkmalschutz gestellt.

## Geschichte
Zunächst standen hier kleinere Häuser mit Wohnungen und einer Gastwirtschaft, die Anfang 1870 zum Kaffeehaus von Heinrich Bach wurden. Nach dem Abriss dieser Häuser ließ der großbürgerliche Baumwollkaufmann Adolf Frerichs von 1882 bis 1884 die repräsentative, zweieinhalbgeschossige Villa Frerichs nach Plänen von Johann Georg Poppe in der Epoche des Historismus und im Stil der in Bremen beliebten Neorenaissance erbauen.
Das sechsachsige Haus hat eine stark dekorierte Vorderfront mit den zwei seitlichen Risaliten und einen kleinen Mittelgiebel. Im Inneren befinden sich eine zentrale Freitreppe und ein Spiegelsaal. Säulen, Decken und Wände sind mit Stuckornamenten versehen sowie mit fünf Fresken von Arthur Fitger.
Nach dem Tod von Frerichs, kurz nach Fertigstellung, wohnte seine Witwe noch Jahrzehnte in der Villa und vermietete nach dem Ersten Weltkrieg einige Räume. Ab 1922 wohnte kurzzeitig der Kaufmann Walter Haux hier. In den 1930er Jahren waren nur einige Räume vermietet. 1940 waren hier Teile des Stabs und 1941 der Führungsstab der 8. Flak-Division untergebracht, der dann 1942 in einem Bunker an der Parkallee seinen Sitz hatte.
Nach dem Zweiten Weltkrieg hatte bis 1955 der Senator für Bildung Räume belegt, danach das Institut für Schifffahrtsforschung und dann das Amt für Familienfürsorge. Von 1970 bis 1986 nutzten das Lehrlingsheim der Post und zeitweise die städtische Kindergeldkasse Räume der Villa. Von 1986 bis 1992 waren hier von der Caritas Migranten und Asylbewerber untergebracht. 1992 hatte für einige Monate das Schulungszentrum der Scientologen ihr Domizil hier. Der Arzt und Betriebswirt Jens Koberstein kaufte das Gebäude für 2,6 Mio. Mark und begann mit der Einrichtung eines Medizinzentrums mit 15 Facharztpraxen. Nach finanziellen Schwierigkeiten des Investors fiel das Haus an seinen Vorbesitzer Werner Schalm zurück. Das Haus wurde 2004/05 saniert. Die Beletage wird von mehreren Firmen genutzt, ansonsten von acht Wohnungen.